# Vuelta a España 2018
V roce 2018 se třítýdenní  cyklistický etapový závod Vuelta a España konal tradičně jako poslední závod Grand Tour v sezóně 2018.  Proběhl ve Španělsku a Andoře v  tradičním termínu na přelomu srpna a září, v roce 2018, konkrétně od 25. srpna a 16. září 2018.
Jednalo se o 73. ročník Vuelta a España . Start  proběhl ve městě Málaga individuální časovkou a závod skončil spurterskou etapou v hlavním městě Španělska Madridu.

## Etapy
| Etapa | Datum     | Trasa                                    | Vzdálenost        | Typ        | Typ                  | Vítěz                |            |
| ----- | --------- | ---------------------------------------- | ----------------- | ---------- | -------------------- | -------------------- | ---------- |
| 1     | 25. srpna | Málaga                                   | 8 km (5 mi)       |            | Individuální časovka | Rohan Dennis         |            |
| 2     | 26. srpna | Marbella to Caminito del Rey             | 163,9 km (102 mi) |            | Kopcovitá etapa      | Alejandro Valverde   |            |
| 3     | 27. srpna | Mijas to Alhaurín de la Torre            | 182,5 km (113 mi) |            | Kopcovitá etapa      | Elia Viviani         |            |
| 4     | 28. srpna | Vélez-Málaga to Alfacar                  | 162 km (101 mi)   |            | Horská etapa         | Benjamin King        |            |
| 5     | 29. srpna | Granada to Roquetas de Mar               | 188 km (117 mi)   |            | Kopcovitá etapa      | Simon Clarke         |            |
| 6     | 30. srpna | Huércal-Overa to San Javier              | 153 km (95 mi)    |            | Kopcovitá etapa      | Nacer Bouhanni       |            |
| 7     | 31. srpna | Puerto Lumbreras to Pozo Alcón           | 182 km (113 mi)   |            | Kopcovitá etapa      | Tony Gallopin        |            |
| 8     | 1. září   | Linares to Almadén                       | 195,5 km (121 mi) |            | Rovinatá etapa       | Alejandro Valverde   |            |
| 9     | 2. září   | Talavera de la Reina to La Covatilla     | 195 km (121 mi)   |            | Horská etapa         | Benjamin King        |            |
|       | 3. září   | Salamanca                                | Salamanca         |            | Den odpočinku        | Den odpočinku        |            |
| 10    | 4. září   | Salamanca to Fermoselle                  | 172,5 km (107 mi) |            | Rovinatá etapa       | Elia Viviani         |            |
| 11    | 5. září   | Mombuey to Ribeira Sacra/Luíntra         | 208,8 km (130 mi) |            | Kopcovitá etapa      | Alessandro De Marchi |            |
| 12    | 6. září   | Mondoñedo to Punta de Estaca de Bares    | 177,5 km (110 mi) |            | Kopcovitá etapa      | Alexandre Geniez     |            |
| 13    | 7. září   | Candás to La Camperona                   | 175,5 km (109 mi) |            | Horská etapa         | Óscar Rodríguez      |            |
| 14    | 8. září   | Cistierna to Les Praeres de Nava         | 167 km (104 mi)   |            | Horská etapa         | Simon Yates          |            |
| 15    | 9. září   | Ribera de Arriba to Lakes of Covadonga   | 185,5 km (115 mi) |            | Horská etapa         | Thibaut Pinot        |            |
|       | 10. září  | Santander                                | Santander         |            | Den odpočinku        | Den odpočinku        |            |
| 16    | 11. září  | Santillana del Mar to Torrelavega        | 32,7 km (20 mi)   |            | Individuální časovka | Rohan Dennis         |            |
| 17    | 12. září  | Getxo to Oiz                             | 166,4 km (103 mi) |            | Kopcovitá etapa      | Michael Woods        |            |
| 18    | 13. září  | Ejea de los Caballeros to Lleida         | 180,5 km (112 mi) |            | Rovinatá etapa       | Jelle Wallays        |            |
| 19    | 14. září  | Lleida to Naturlandia (Andorra)          | 157 km (98 mi)    |            | Kopcovitá etapa      | Thibaut Pinot        |            |
| 20    | 15. září  | Escaldes-Engordany to Coll de la Gallina | 105,8 km (66 mi)  |            | Horská etapa         | Enric Mas            |            |
| 21    | 16. září  | Alcorcón to Madrid                       | 112,3 km (70 mi)  |            | Rovinatá etapa       | Elia Viviani         |            |
|       | Celkem    | Celkem                                   | 3,271.4 km        | 3,271.4 km | 3,271.4 km           | 3,271.4 km           | 3,271.4 km |

## Vývoj držení trikotů
| Etapa   | Vítěz etapy          | Celková klasifikace | Bodovací soutěž    | Vrchařská soutěž | Kombinovaná soutěž | Soutěž týmů         | Nejaktivnější jezdec | Juniorská klas.    |
| ------- | -------------------- | ------------------- | ------------------ | ---------------- | ------------------ | ------------------- | -------------------- | ------------------ |
| 1.      | Rohan Dennis         | Rohan Dennis        | Rohan Dennis       | xxxxxxxx         | Rohan Dennis       | Team BMC            | xxxxxxxx             | Benjamin Thomas    |
| 2.      | Alejandro Valverde   | Michal Kwiatkowski  | Michal Kwiatkowski | Luis Angel Maté  | Michal Kwiatkowski | Team Sky            | Luis Angel Maté      | Laurens De Plus    |
| 3.      | Elia Viviani         | Michal Kwiatkowski  | Michal Kwiatkowski | Luis Angel Maté  | Michal Kwiatkowski | Team Sky            | Jordi Simón          | Laurens De Plus    |
| 4.      | Benjamin King        | Michal Kwiatkowski  | Michal Kwiatkowski | Luis Angel Maté  | Michal Kwiatkowski | Team Astana         | Luis Angel Maté      | Enric Mas          |
| 5.      | Simon Clarke         | Rudy Mollard        | Michal Kwiatkowski | Luis Angel Maté  | Alejandro Valverde | Team Astana         | Bauke Mollema        | Enric Mas          |
| 6.      | Nacer Bouhanni       | Rudy Mollard        | Michal Kwiatkowski | Luis Angel Maté  | Michal Kwiatkowski | Team Astana         | Jorge Cubero         | Enric Mas          |
| 7.      | Tony Gallopin        | Rudy Mollard        | Alejandro Valverde | Luis Angel Maté  | Alejandro Valverde | Team Astana         | Alex Aranburu        | Enric Mas          |
| 8.      | Alejandro Valverde   | Rudy Mollard        | Alejandro Valverde | Luis Angel Maté  | Alejandro Valverde | Team Astana         | Jorge Cubero         | Enric Mas          |
| 9.      | Benjamin King        | Simon Yates         | Alejandro Valverde | Luis Angel Maté  | Alejandro Valverde | Team Lotto NL Jumbo | Lluís Mas            | Miguel Ángel Lopéz |
| 10.     | Elia Viviani         | Simon Yates         | Peter Sagan        | Luis Angel Maté  | Alejandro Valverde | Team Lotto NL Jumbo | Jesús Esquerra       | Miguel Ángel Lopéz |
| 11.     | Alessandro De Marchi | Simon Yates         | Alejandro Valverde | Luis Angel Maté  | Alejandro Valverde | Team Lotto NL Jumbo | Bauke Mollema        | Miguel Ángel Lopéz |
| 12.     | Alexandre Geniez     | Jesús Herrada       | Alejandro Valverde | Luis Angel Maté  | Alejandro Valverde | Bahrain Merida      | Thomas De Gendt      | Miguel Ángel Lopéz |
| 13.     | Óscar Rodríguez      | Jesús Herrada       | Alejandro Valverde | Luis Angel Maté  | Alejandro Valverde | Bahrain Merida      | Gorka Izagirre       | Miguel Ángel Lopéz |
| 14.     | Simon Yates          | Simon Yates         | Alejandro Valverde | Luis Angel Maté  | Alejandro Valverde | Bahrain Merida      | Michal Kwiatkowski   | Miguel Ángel Lopéz |
| 15.     | Thibaut Pinot        | Simon Yates         | Alejandro Valverde | Luis Angel Maté  | Alejandro Valverde | Bahrain Merida      | Bauke Mollema        | Miguel Ángel Lopéz |
| 16.     | Rohan Dennis         | Simon Yates         | Alejandro Valverde | Luis Angel Maté  | Alejandro Valverde | Movistar Team       | xxxxxx               | Enric Mas          |
| 17.     | Michael Woods        | Simon Yates         | Alejandro Valverde | Thomas de Gendt  | Alejandro Valverde | Movistar Team       | Omar Fraile          | Enric Mas          |
| 18.     | Jelle Wallays        | Simon Yates         | Alejandro Valverde | Thomas de Gendt  | Alejandro Valverde | Movistar Team       | Jesse Bol            | Enric Mas          |
| 19.     | Thibaut Pinot        | Simon Yates         | Alejandro Valverde | Thomas de Gendt  | Simon Yates        | Movistar Team       | Jonathan Castroviejo | Enric Mas          |
| 20.     | Enric Mas            | Simon Yates         | Alejandro Valverde | Thomas de Gendt  | Simon Yates        | Movistar Team       | Jesús Herrada        | Enric Mas          |
| 21.     | Elia Viviani         | Simon Yates         | Alejandro Valverde | Thomas de Gendt  | Simon Yates        | Movistar Team       | xxxxxxxxxxx          | Enric Mas          |
| Celkově | Celkově              | Simon Yates         | Alejandro Valverde | Thomas de Gendt  | Simon Yates        | Movistar Team       | Bauke Mollema        | Enric Mas          |